# Bernard Inom
Bernard Inom (* 25. August 1973 in Saint-Pierre, Réunion) ist ein ehemaliger französischer Boxer, EBU-Europameister und WM-Herausforderer der WBO im Fliegengewicht.
Als Amateur wurde er 1995 Vizeweltmeister im Halbfliegengewicht.

## Amateurkarriere
Inom bestritt rund 180 Amateurkämpfe und wurde sechsfacher Französischer Meister; 1992, 1993 und 1994 im Halbfliegengewicht, sowie 1997, 1998 und 1999 im Fliegengewicht. Sein größter Erfolg war der Gewinn der Silbermedaille im Halbfliegengewicht bei der Weltmeisterschaft 1995 in Berlin, bei der er erst im Finalkampf gegen Daniel Petrow unterlegen war.
Zudem war er Teilnehmer der Weltmeisterschaft 1993 in Tampere, des Weltcups 1994 in Bangkok, der Weltmeisterschaft 1997 in Budapest und der Europameisterschaft 1998 in Minsk.

## Profikarriere
Inom wurde 2001 Profiboxer und trainierte unter anderem im Boxing Club Ajaccien auf Korsika, wo er von Pierre Paoli betreut wurde. Er wurde im November 2003 Französischer Meister im Fliegengewicht und konnte den Titel im April 2004 verteidigen. Nach 13 Siegen in Folge boxte er am 5. Dezember 2005 im Palais Omnisports von Paris um den Weltmeistertitel der WBO im Fliegengewicht, verlor jedoch durch TKO (Abbruch durch den Ringrichter) in der elften Runde gegen Omar Narváez.
Am 1. Juni 2007 boxte er um den Europameistertitel der EBU im Fliegengewicht und erreichte dabei ein Unentschieden gegen Andrea Sarritzu. Er gewann jedoch den Titel im Rückkampf am 3. Mai 2008 in Sassari durch TKO in der achten Runde.
Nach einer Kampfpause von über 19 Monaten kehrte er erst im Dezember 2009 in den Ring zurück und bestritt bis zu seinem Karriereende im November 2013 noch sechs Kämpfe, von denen er drei gewann und drei verlor, einen davon gegen Jamie McDonnell.

## Sonstiges
Im Jahr 2014 war er verheiratet, Vater von zwei Kindern und lebte mit seiner Familie in Nîmes.